# Seaquarium Beach
Seaquarium Beach (ook Sea Aquarium Beach en Mambo Beach genoemd) is een strand op Curaçao, gelegen ten zuiden van Willemstad. Het strand is genoemd naar het naastgelegen Curaçao Sea Aquarium. Het strand is tegen betaling voor het publiek toegankelijk. Er zijn verschillende bars, clubs en restaurants.
Op Seaquarium Beach is het radiostation Dolfijn FM gevestigd.
Baya Beach · Blauwbaai · Daaibooi · Grote Knip · Jan Thielbaai* · Kleine Knip · Kokomo Beach · Playa Cas Abao* · Playa Fòrti · Playa Gipy · Playa Jeremi · Playa Kalki · Playa Kanoa · Playa Lagun · Playa Porto Marie · Playa Santa Cruz · Santa Barbara Beach* · Seaquarium Beach*

* privéstranden